# Municipi de Smiltene
El municipi de Smiltene (en letó: Smiltenes novads) és un dels 36 municipis de Letònia, que es troba localitzat al nord-est del país bàltic, i que té com a capital la localitat de Smiltene. El municipi va ser creat després d'una reorganització territorial del 2020.

## Ciutats i zones rurals
- Bilskas pagasts (zona rural)
- Blomes pagasts (zona rural)
- Brantu pagasts (zona rural)
- Grundzāles pagasts (zona rural)
- Launkalnes pagasts (zona rural)
- Palsmanes pagasts (zona rural)
- Smiltene (ciutat)
- Smiltenes pagasts (zona rural)
- Variņu pagasts (zona rural)

## Població i territori
La seva població està composta per un total de 14.376 persones (2009). La superfície del municipi té uns 949 kilòmetres quadrats, i la densitat poblacional és de 15,15 habitants per kilòmetre quadrat.